# Czesław Paweł Dutka

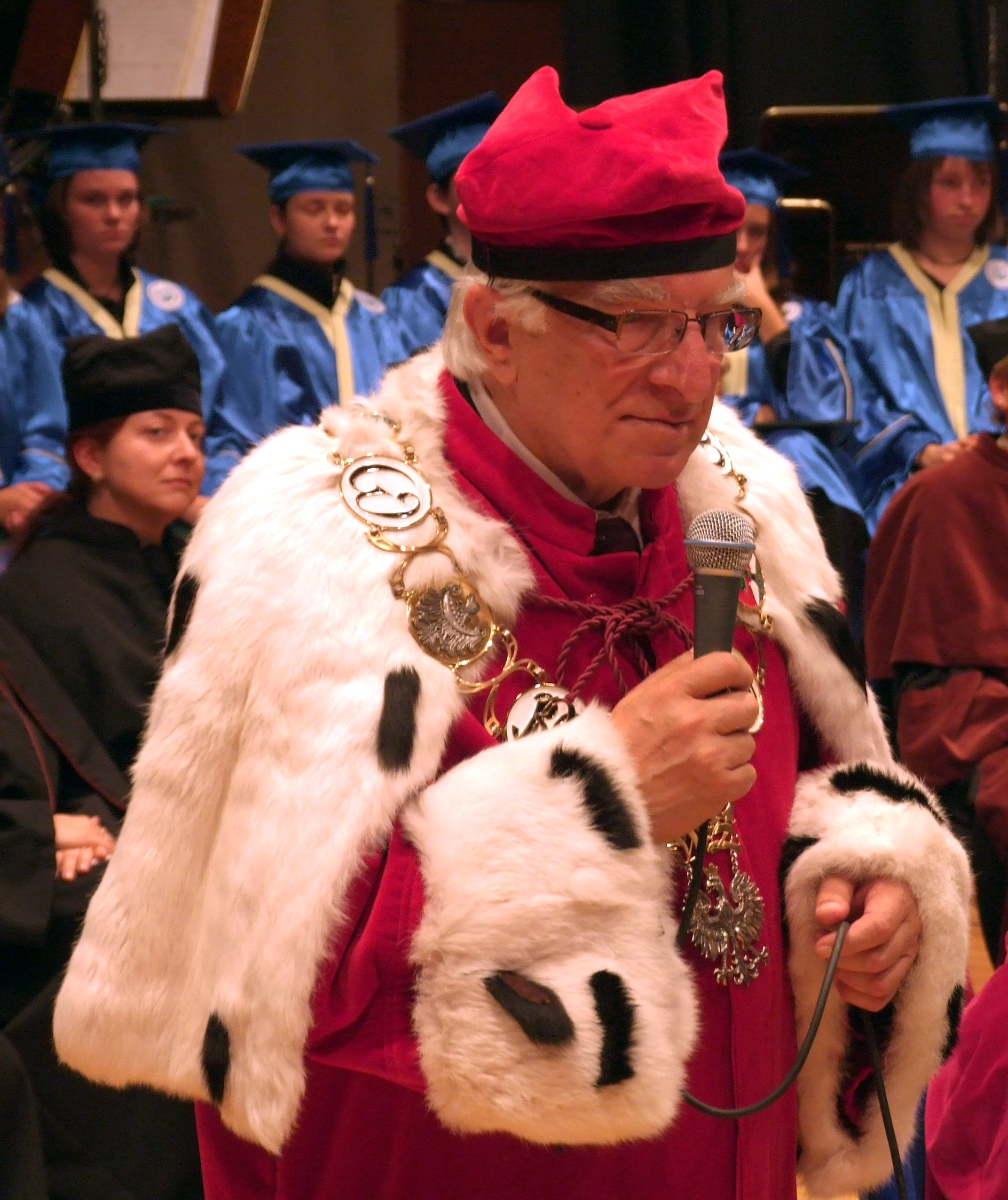
Czesław P. Dutka

Czesław Paweł Dutka (* 30. Januar 1936 in Oryszkowce in der damaligen Woiwodschaft Tarnopol; † 10. Januar 2020 in Polanica-Zdrój) war ein polnischer Philologe, spezialisiert auf dem Gebiet der Literaturtheorie, Methodologie und Literatursoziologie und der erste Rektor der Staatlichen Fachhochschule „Angelus Silesius“ in Wałbrzych.

## Biografie
Czesław Paweł Dutka schloss ein Polonistikstudium an der Breslauer Universität ab, wurde 1956 von der Universität relegiert zur Arbeit in einem Sanatorium für Kinder in Polanica-Zdrój.
Von 1965 bis 1975 arbeitete er als Lehrer an Mittelschulen in Kłodzko.
Er war Mitorganisator des Kłodzkoer Poesiefrühlings (pl. Kłodzka Wiosna Poetycka) und Lektor des Diskussionsklubs im Kino „Światowid“.
In den Jahren 1977–1982 lehrte er Soziologie am Breslauer Politechnikum und verteidigte 1978 sein Doktorat an der Universität Breslau. Ab 1982 arbeitete er am Philologischen Institut der Pädagogischen Hochschule in Zielona Góra (später Universität Zielona Góra). 1990 habilitierte er an der Breslauer Universität und wurde 2000 zum Professor berufen. Von 1999 bis 2008 war er Rektor der Fachhochschule „Angelus Silesius“ in Wałbrzych.
Czesław Dutka war ein begeisterter Schachspieler und Mitorganisator des Schachturniers „A. Rubinstein“ in Polanica. Außerdem war er ein Übersetzer russischer Literatur und ein großer Förderer von Lyrikern sowie Spiritus Rektor der Uniwersytet Poezji in Zielona Góra, einem Literaturprojekt im „Stowarzyszenie Jeszcze Żywych Poetów/Verein der noch lebenden Poeten“.

## Wichtigste Publikationen
- Tancerz idei. Pisarz jako autor i świadek znaczeń, Zielona Góra 1995.
- Mistrzowie i szkoły. Szkice o tradycji literaturoznawstwa, Zielona Góra 1998.
- Słowo peryferyjne. Eseje, szkice literackie i recenzje, Zielona Góra 1999.
- Genologia i konteksty, Zielona Góra 2000.
- Literatura – badacz i krytyk. Wybrane role partnerów interakcji poznawczej, Zielona Góra 2000.
- Norwid – nasz współczesny. Profecja i recepcja, Zielona Góra 2002.

## Bibliografie
- Biografie auf der Website der Universität Zielona Góra
- Henryk Grzybowski, Stichwort Dutka Czesław P. in: Popularna encyklopedia Ziemi Kłodzkiej Redaktion Janusz Laska und Mieczysław Kowalcze, Band 4, S. 237, ISBN 978-83-62337-36-1.